# Jean-Joseph Balechou
Jean-Joseph Balechou, född 11 juli 1715 och död 18 augusti 1765, var en fransk kopparstickare.
Blechou arbetade först i Paris och därefter i Avignon. Han var framstående i sitt yrke både tekniskt och konstnärligt. Till Balechous främsta verk hör ett porträtt av August II av Polen och en serie andra stick, huvudsakligen efter samtida porträttmålare, en del avbildningar av Claude Joseph Vernets målningar Stormen, Den lugna sjön, Badande flicka, Heliga Genoveva efter Charles-Amédée-Philippe van Loo och några allegoriska stick.

## Bildgalleri

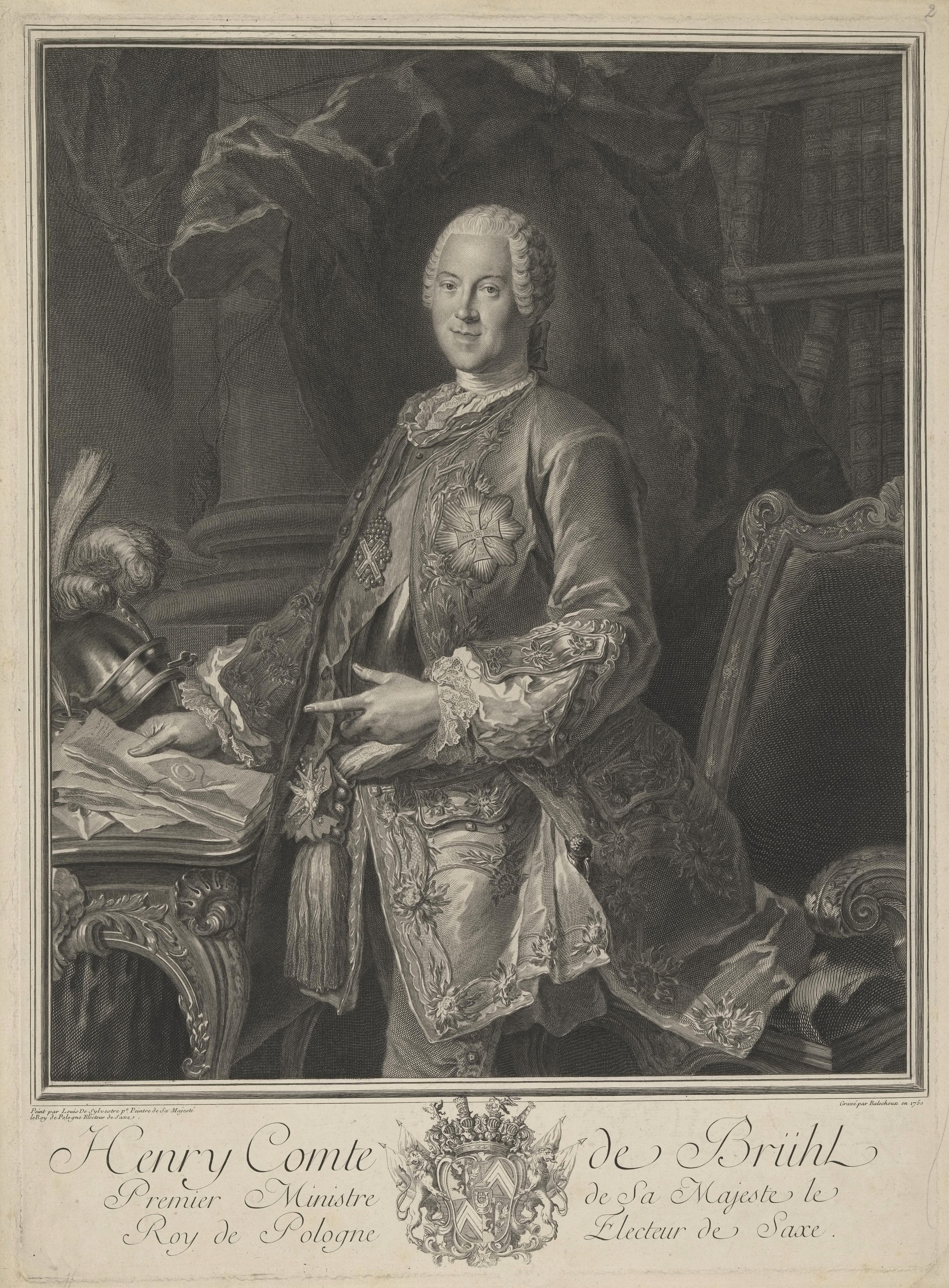
Heinrich von Brühl
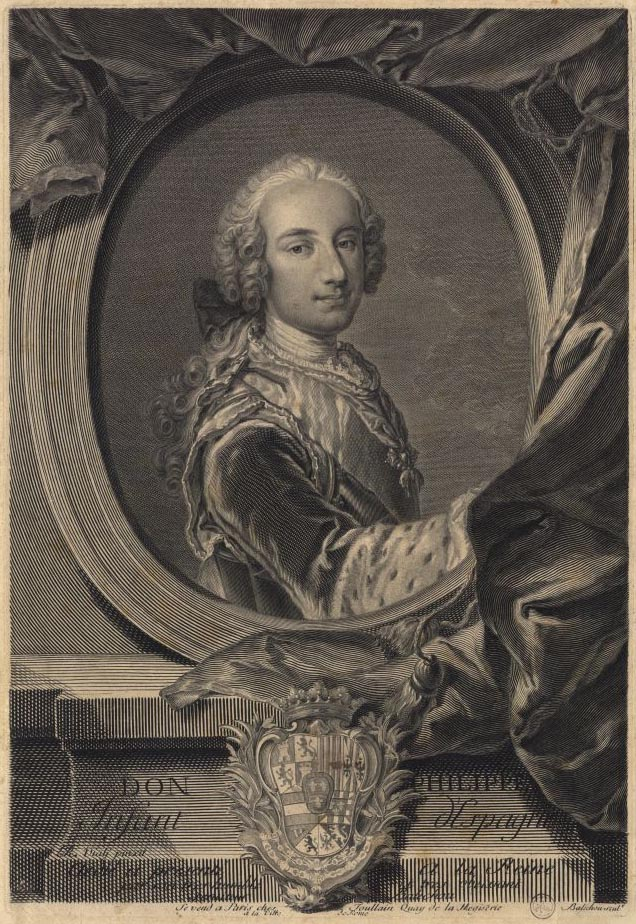
Filip av Bourbon, hertig av Parma